# Rudolf Marx (Landrat)

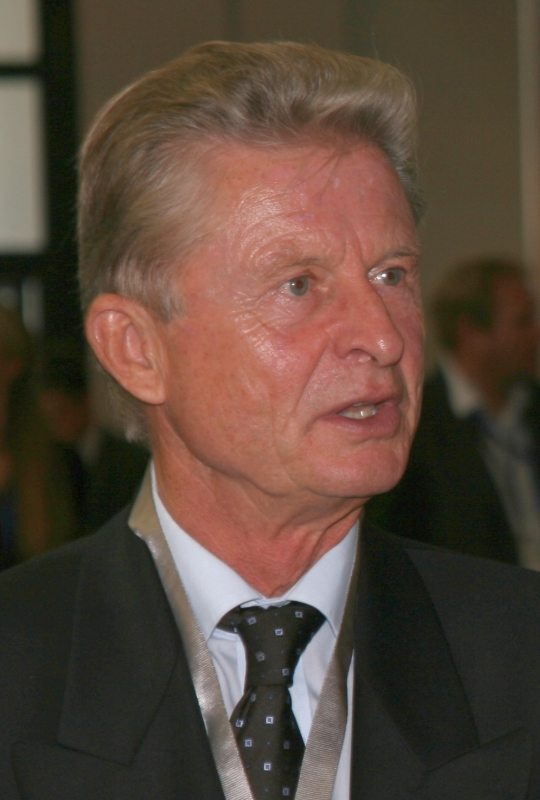
Rudolf Marx (2011)

Rudolf Marx (* 14. Februar 1943 in Braunsberg, Ostpreußen) ist ein deutscher Kommunalpolitiker (CDU). Von 2000 bis 2012 war er Landrat des Vogelsbergkreises.

## Leben
Der im Jahr 1943 im ostpreußischen Braunsberg geborene Rudolf Marx wuchs nach der Vertreibung in Wartenberg-Angersbach im Vogelsberg auf. Nachdem er die Volksschule besuchte, absolvierte er bei den Oberhessischen Holzwerken eine Schreinerlehre. Beim Bundesgrenzschutz holte er das Abitur nach und durchlief eine Ausbildung zum Offizier und zum Diplomverwaltungswirt. Von 1973 bis 1997 war er als Polizeihauptkommissar beim Bundesgrenzschutz in Alsfeld tätig.
Im Jahr 1978 trat Rudolf Marx in die CDU ein. Von 1981 an war er Mitglied der Stadtverordnetenversammlung von Romrod und des Kreistages des Vogelsbergkreises. Von 1987 bis zu seiner Wahl zum hauptamtlichen Kreisbeigeordneten im Juli 1997 gehörte er dem Kreisausschuss an.
Am 20. Februar 2000 wurde Marx mit 53,0 Prozent der Stimmen zum Landrat des Vogelsbergkreises direkt gewählt. Damit war er der vierte gewählte Landrat im Vogelsberg. Bei der Landratswahl vom 26. März 2006 wurde Marx mit 55,6 Prozent erneut direkt gewählt und im Amt bestätigt. Seine Amtszeit reichte vom 10. Juni 2006 bis zum 9. Juni 2012. Zu einer Wiederwahl trat Marx altersbedingt nicht mehr an. Nach dem Ergebnis der Landratswahl vom 20. November 2011 wurde Manfred Görig (SPD) am 10. Juni 2012 neuer Landrat.
2013 Marx wurde er Ehrenvorsitzender des CDU Stadtverbands Romrod.
Rudolf Marx ist verheiratet und ist Vater zweier erwachsener Söhne.